# Хатырка (село)
Хаты́рка — село в Анадырском районе Чукотского автономного округа России. Административный центр и единственный населённый пункт сельского поселения Хатырка.

## Этимология
Название села произошло от чук. Ватыркан, что переводится как «сухое, истощённое место» (от чук. ватык «сохнуть»).

## Географическое положение
Расположено вблизи устья реки Хатырка, недалеко от побережья Берингова моря. Расстояние до окружного центра составляет 320 км.
Является самым южным населённым пунктом на Чукотке.

## Население
| 2002 | 2010 | 2011 | 2012 | 2013 | 2014 | 2015 |
| ---- | ---- | ---- | ---- | ---- | ---- | ---- |
| 356  | ↗377 | ↘374 | ↘370 | ↗375 | ↘367 | ↘349 |
| 2016 | 2017 | 2018 | 2021 | 2023 |      |      |
| ↘341 | ↘326 | ↘323 | ↗363 | ↘341 |      |      |

Национальный состав
В Хатырке проживали последние представители исчезающего народа — кереки.

## Инфраструктура
Хатырка — национальное село, застроено одно- и двухэтажными домами. Здесь есть новая средняя школа-интернат, детский сад, участковая больница, дом культуры, библиотека, почта, узел связи, магазин, пекарня.
Пассажирское сообщение с Анадырем осуществляется вертолётом с периодичностью 1-2 раза в месяц.
Улицы села: Кергитагина, Набережная, Озерная, Речная, Рылькеу, Советская, Центральная, Школьная.

## Экономика
Основное занятие жителей села — животноводство, оленеводческие бригады пасут оленей на пастбищах в окрестностях села выше по реке. Здесь базируется муниципальное сельхозпредприятие «Хатырское». Получило развитие рыболовство и морской зверобойный промысел, действует рыбоперерабатывающий цех. В 2011 году был запущен новый убойный комплекс.
Электроснабжение села обеспечивается местной дизельной электростанцией мощностью 3.2 МВт.